# Max Mix
Max Mix är en serie remixade poplåtar, så kallade megamixes mixade av spanska discjockeys, utgivna av skivbolaget MAX music.
Den första Max Mix-serien gavs ut mellan åren 1985 -1992 och innefattar albumen Max Mix 1 – Max Mix 12, (samt Max Mix Collection och SUPERMAX), lanserad av Mike Platinas & Javier Ussia, sedan övertagen av Toni Peret & Jose Mª Castells från och med Max Mix 3.